# Xeromelissa laureli
Xeromelissa laureli là một loài Hymenoptera trong họ Colletidae. Loài này được Toro & Packer mô tả khoa học năm 2001.